# Dalmatinska nogometna liga – Južna skupina 1986./87.
Dalmatinska nogometna liga – Južna skupina je bila jedna od tri skupine Dalmatinske nogometne lige u sezoni 1986./87., četvrtoga stupnja nogometnog prvenstva Jugoslavije. 
 
Sudjelovalo je 12 klubova, a prvak je bio "HTP Dubrovnik". 

## Ljestvica
| mj. | klub                   | ut. | pob. | ner. | por. | gol+ | gol- | bod |
| --- | ---------------------- | --- | ---- | ---- | ---- | ---- | ---- | --- |
| 1.  | HTP Dubrovnik          |     |      |      |      | 60   | 17   | 39  |
| 2.  | Konavljanin Čilipi     |     |      |      |      | 57   | 29   | 37  |
| 3.  | Mladost Dubravka       |     |      |      |      | 58   | 34   | 28  |
| 4.  | Hajduk Vela Luka       |     |      |      |      | 52   | 39   | 28  |
| 5.  | Jadran Kardeljevo      |     |      |      |      | 39   | 31   | 27  |
| 6.  | Zmaj Blato             |     |      |      |      | 44   | 41   | 26  |
| 7.  | Maestral Krvavac       |     |      |      |      | 43   | 44   | 23  |
| 8.  | Metković               |     |      |      |      | 47   | 39   | 21  |
| 9.  | Grk Potomje            |     |      |      |      | 27   | 40   | 19  |
| 10. | Župa dubrovačka Čibača |     |      |      |      | 35   | 59   | 17  |
| 11. | Norin Kula Norinska    |     |      |      |      | 23   | 42   | 15  |
| 12. | Orebić                 |     |      |      |      | 20   | 61   | 13  |

- Kardeljevo – tadašnji naziv za Ploče

## Rezultatska križaljka
| kratica | klub                   | GRK | HAJ | HTP | JAD | KON | MAE | MET | MLA | NOR | ORE | ZMAJ | ŽUD |
| --- | ---------------------- | --- | --- | --- | --- | --- | --- | --- | --- | --- | --- | ---- | --- |
| GRK | Grk Potomje            |     |     |     |     |     |     |     | 1:1 |     |     |      |     |
| HAJ | Hajduk Vela Luka       |     |     |     |     |     |     |     |     |     |     |      | 7:0 |
| HTP | HTP Dubrovnik          |     |     |     |     |     |     |     |     |     |     | 7:2  |     |
| JAD | Jadran Kardeljevo      |     | 2:2 |     |     |     |     |     |     |     |     |      |     |
| KON | Konavljanin Čilipi     |     |     |     |     |     |     |     |     |     | 4:0 |      |     |
| MAE | Maestral Krvavac       |     |     |     | 3:0 |     |     |     |     |     |     |      |     |
| MET | Metković               |     |     |     |     |     |     |     |     | 5:5 |     |      |     |
| MLA | Mladost Dubravka       |     |     | 1:1 |     |     |     |     |     |     |     |      |     |
| NOR | Norin Kula Norinska    |     |     |     |     |     | 2:0 |     |     |     |     |      |     |
| ORE | Orebić                 |     |     |     |     |     |     |     |     |     |     |      |     |
| ZMAJ | Zmaj Blato             |     |     |     |     |     |     | 3:2 |     |     |     |      |     |
| ŽUD | Župa dubrovačka Čibača |     |     |     |     | 2:3 |     |     |     |     |     |      |     |
| |                        |     |     |     |     |     |     |     |     |     |     |      |     |
| podebljan rezultat - utakmice od 1. do 11. kola (1. utakmica između klubova) rezultat normalne debljine - utakmice od 12. do 22. kola (2. utakmica između klubova) rezultat nakošen - nije vidljiv redoslijed odigravanja međusobnih utakmica iz dostupnih izvora rezultat nakošen i smanjen * - iz dostupnih izvora nije uočljiv domaćin susreta prekrižen rezultat - poništena ili brisana utakmica p - utakmica prekinuta 3:0 p.f. / 0:3 p.f. - rezultat 3:0 bez borbe |                        |     |     |     |     |     |     |     |     |     |     |      |     |

 Izvori: 

## Unutarnje poveznice
- Dalmatinska liga – Sjeverna skupina 1986./87.
- Dalmatinska liga – Srednja skupina 1986./87.
- Hrvatska liga – Jug 1986./87.
- Općinska liga Dubrovnik 1986./87.